# Fibrilación ventricular
Se denomina fibrilación ventricular al trastorno del ritmo cardíaco que presenta un ritmo ventricular rápido (más de 250 latidos por minuto), irregular, de morfología caótica y que potencialmente lleva de forma irremediable a la pérdida total de la contracción cardíaca, con una falta total del bombeo sanguíneo y por tanto a la muerte del paciente.

## Causas
Es el ritmo final en la mayoría de las muertes súbitas y puede aparecer como complicación en prácticamente todas las patologías cardíacas. En la mayoría de los casos  (entre el 75-80 %) se cuenta con enfermedad coronaria, cerca de un 20 % otros tipos de patología cardíaca como la miocardiopatía hipertrófica y la miocardiopatía dilatada y finalmente en un 5 % en los que no se detecta patología. Dentro de este último grupo se ha identificado un subgrupo que presenta el denominado síndrome de Brugada, una anomalía de origen genético que afecta al canal del sodio cardíaco. Este síndrome tiene un ECG característico con bloqueo de rama derecha y elevación del segmento ST en las derivaciones derechas.

## Tratamiento
El único tratamiento eficaz es la desfibrilación, que consiste en dar un choque eléctrico de corriente continua que despolariza simultáneamente todo el corazón, provocando en caso de éxito y tras una pausa, una actividad eléctrica normal o por lo menos eficaz. La eficacia de este tratamiento disminuye con el paso de los minutos. En caso de darse precozmente (antes de los cinco minutos) tiene una supervivencia de 49-75 % y desciende cada minuto un 10-15 %.
En caso de que el paciente presente una posibilidad alta de tener una fibrilación ventricular se puede plantear, si es pertinente, la implantación de un desfibrilador automático implantable (DAI).